# 독수리

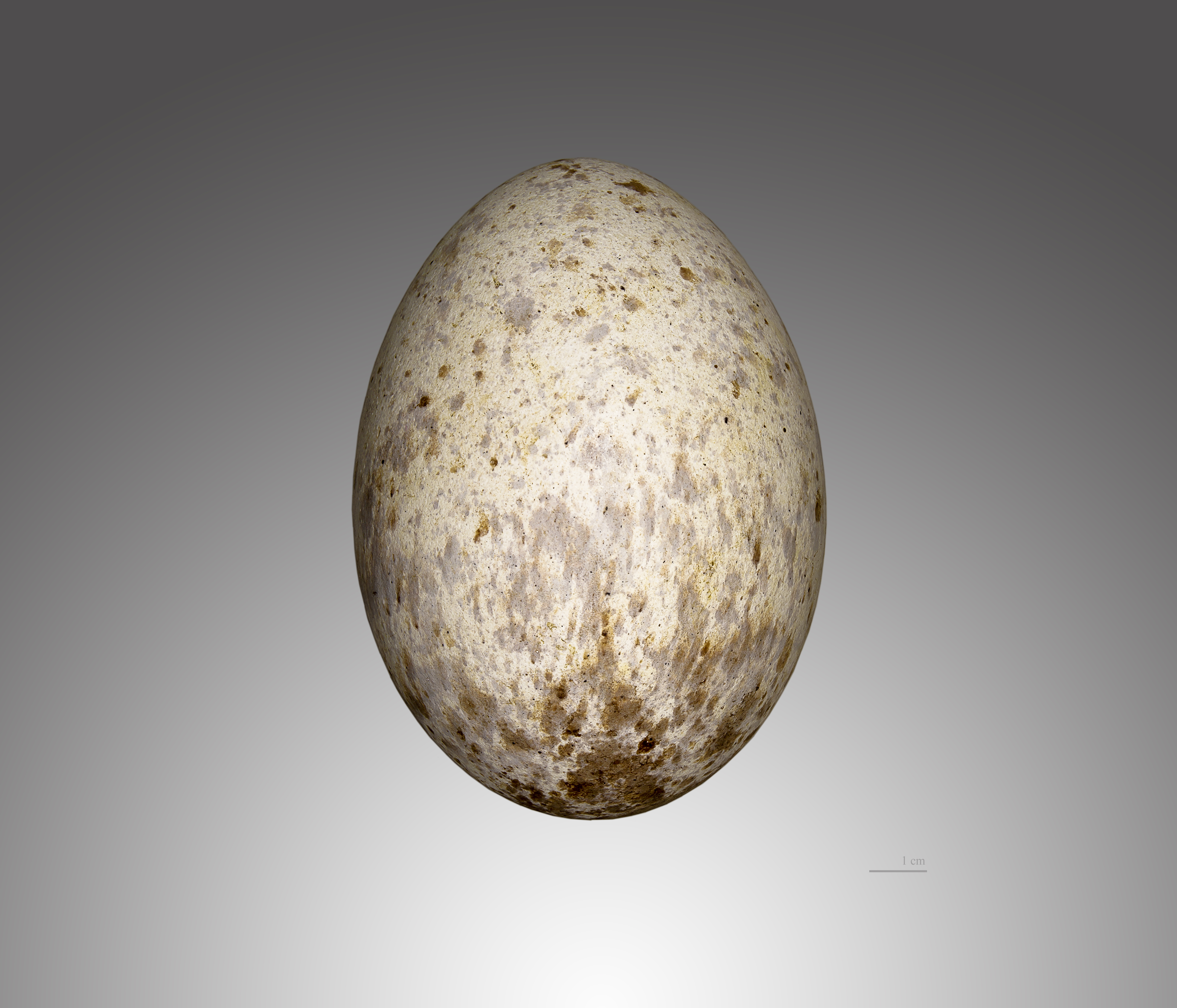
Aegypius monachus

독수리(禿-, Cinereous Vulture, Eurasian black vulture, monk vulture)는 수리과의 새로, 몸길이는 102-112cm이며, 날개를 편 길이는 234-310cm, 꼬리길이는 29 ~ 41.2cm이다. 몸무게는 6.8 ~ 14kg이다. 온몸이 암갈색을 띠며, 이마에서 머리에는 엷은 암갈색의 부드럽고 짧은 깃털이 있다. 목덜미와 뒷머리 부분은 깃털이 없이 피부가 드러나 있으며 부리는 매우 크고 검은색이다. 대부분 혼자 또는 쌍을 지어 생활하나 겨울에는 5-6마리의 작은 무리를 이루기도 한다. 날 때에는 폭이 넓고 긴 양날개를 일직선으로 뻗은 상태로 상승 기류를 이용하여 날아오른다.

## 생태
대륙의 풀밭, 바위로 된 산, 큰 삼림 등에 서식하며, 단독 생활 또는 암수가 같이 생활하는 것이 많다. 산란기는 2-4월 사이이며 한배에 한 개의 알을 낳는다. 일반적인 인식과는 다르게 강한 근력에도 둔하기 때문에 사냥을 하지 못한다. 짐승의 시체, 썩은 고기, 병든 짐승 등을 먹는다. 주로 짐승의 내장을 즐겨먹는데, 이 때문에 농약에 중독되어 죽은 새의 내장을 먹고 농약이 농축되어 사망하는 경우도 있다. 지중해 서부에서 아시아 동부에 분포한다. 한국에서는 참수리와 검독수리 그리고 흰꼬리수리와 함께 천연기념물 제243호로 지정되어 보호받고 있다. 지중해 서부에서 아시아 동부에 걸쳐 분포하며 한국에는 겨울을 나기 위해 찾아온다. 멸종위기 야생생물 Ⅱ급으로 지정되어 보호받고 있다.

## 독수리 둥지
독수리는 한번 만든 둥지를 기억하고 있다가 철이 지나 돌아와 고쳐서 다시 사용한다.

## 계통 분류
2021년 카타나흐(Catanach) 등과 생스터(Sangster) 등의 연구에 기초한 그리폰독수리아과 계통 분류이다.
|  | 흰머리독수리속                                                |
|  |                                                               |
|  | \| \| 독수리속 \| \| \| \| \| \| 주름민목독수리속 \| \| \| \| |
|  |                                                               |
|  | 독수리속                                                      |
|  |                                                               |
|  | 주름민목독수리속                                              |
|  |                                                               |

|  | 독수리속         |
|  |                  |
|  | 주름민목독수리속 |
|  |                  |

|  | 흰머리독수리속                                                |
|  |                                                               |
|  | \| \| 독수리속 \| \| \| \| \| \| 주름민목독수리속 \| \| \| \| |
|  |                                                               |
|  | 독수리속                                                      |
|  |                                                               |
|  | 주름민목독수리속                                              |
|  |                                                               |

|  | 독수리속         |
|  |                  |
|  | 주름민목독수리속 |
|  |                  |

|  | 두건민목독수리속 |
|  |                  |
|  | 고산대머리수리속 |
|  |                  |

|  | 흰머리독수리속                                                |
|  |                                                               |
|  | \| \| 독수리속 \| \| \| \| \| \| 주름민목독수리속 \| \| \| \| |
|  |                                                               |
|  | 독수리속                                                      |
|  |                                                               |
|  | 주름민목독수리속                                              |
|  |                                                               |

|  | 독수리속         |
|  |                  |
|  | 주름민목독수리속 |
|  |                  |

|  | 흰머리독수리속                                                |
|  |                                                               |
|  | \| \| 독수리속 \| \| \| \| \| \| 주름민목독수리속 \| \| \| \| |
|  |                                                               |
|  | 독수리속                                                      |
|  |                                                               |
|  | 주름민목독수리속                                              |
|  |                                                               |

|  | 독수리속         |
|  |                  |
|  | 주름민목독수리속 |
|  |                  |

|  | 두건민목독수리속 |
|  |                  |
|  | 고산대머리수리속 |
|  |                  |

## 같이 보기
- 수리류
- 대머리독수리
- 독수리류